# Medaliści mistrzostw świata w short tracku
Lista medalistów mistrzostw świata w short tracku.

## Medaliści

### Klasyfikacja łączna
| Rok               | Złoto                            | Srebro                          | Brąz                                     |
| Champaign 1976    | Alan Rattray                     | Gaétan Boucher                  | André Chabrerie                          |
| Grenoble 1977     | Gaétan Boucher                   | Craig Kressler                  | Hiroshi Toda                             |
| Solihull 1978     | James Lynch                      | Harry Spragg                    | Alan Rattray                             |
| Quebec 1979       | Hiroshi Toda                     | Louis Baril                     | Nick Thometz                             |
| Mediolan 1980     | Gaétan Boucher                   | Louis Grenier                   | Marc Bella                               |
| Meudon 1981       | Benoît Baril                     | Gaétan Boucher                  | Michael Richmond                         |
| Moncton 1982      | Guy Daignault                    | Gaétan Boucher                  | Louis Grenier                            |
| Tokio 1983        | Louis Grenier                    | Michel Delisle                  | Guy Daignault                            |
| Peterborough 1984 | Guy Daignault                    | Tatsuyoshi Ishihara             | Michel Daignault                         |
| Amsterdam 1985    | Toshinobu Kawai                  | Tatsuyoshi Ishihara             | Louis Grenier                            |
| Chamonix 1986     | Tatsuyoshi Ishihara              | Guy Daignault                   | Robert Dubreuil                          |
| Montreal 1987     | Toshinobu Kawai Michel Daignault |                                 | Charles Veldhoven                        |
| St. Louis 1988    | Peter van der Velde              | Richard Suyten                  | Tatsuyoshi Ishihara                      |
| Solihull 1989     | Michel Daignault                 | Kim Ki-hoon                     | Mark Lackie                              |
| Amsterdam 1990    | Lee Joon-ho                      | Yūichi Akasaka Wilfred O’Reilly |                                          |
| Sydney 1991       | Wilfred O’Reilly                 | Kim Ki-hoon                     | Geert Blanchart Lee Joon-ho              |
| Denver 1992       | Kim Ki-hoon                      | Mo Ji-soo                       | Lee Joon-ho                              |
| Pekin 1993        | Marc Gagnon                      | Sylvain Gagnon                  | Chae Ji-hoon Kim Ki-hoon                 |
| Guildford 1994    | Marc Gagnon                      | Frédéric Blackburn              | Chae Ji-hoon                             |
| Gjøvik 1995       | Chae Ji-hoon                     | Marc Gagnon                     | Frédéric Blackburn Song Jae-kun          |
| Haga 1996         | Marc Gagnon                      | Chae Ji-hoon                    | Orazio Fagone Li Jiajun Mirko Vuillermin |
| Nagano 1997       | Kim Dong-sung                    | Marc Gagnon                     | Derrick Campbell Saturo Terao            |
| Wiedeń 1998       | Marc Gagnon                      | Fabio Carta                     | Kim Dong-sung                            |
| Sofia 1999        | Li Jiajun                        | Satoru Terao                    | Fabio Carta                              |
| Sheffield 2000    | Min Ryoung                       | Éric Bédard                     | Li Jiajun                                |
| Jeonju 2001       | Li Jiajun                        | Apolo Ohno                      | Marc Gagnon                              |
| Montreal 2002     | Kim Dong-sung                    | Ahn Hyun-soo                    | Fabio Carta                              |
| Warszawa 2003     | Ahn Hyun-soo                     | Li Jiajun                       | Song Suk-woo                             |
| Göteborg 2004     | Ahn Hyun-soo                     | Song Suk-woo                    | Li Jiajun                                |
| Pekin 2005        | Ahn Hyun-soo                     | Apolo Ohno                      | François-Louis Tremblay                  |
| Minneapolis 2006  | Ahn Hyun-soo                     | Lee Ho-suk                      | François-Louis Tremblay                  |
| Mediolan 2007     | Ahn Hyun-soo                     | Charles Hamelin                 | Apolo Ohno                               |
| Gangneung 2008    | Apolo Ohno                       | Lee Ho-suk                      | Song Kyung-taek                          |
| Wiedeń 2009       | Lee Ho-suk                       | J.R. Celski                     | Charles Hamelin                          |
| Sofia 2010        | Lee Ho-suk                       | Kwak Yoon-gy                    | Liang Wenhao                             |
| Sheffield 2011    | Noh Jin-kyu                      | Charles Hamelin                 | Liang Wenhao                             |
| Szanghaj 2012     | Kwak Yoon-gy                     | Noh Jin-kyu                     | Olivier Jean                             |
| Debreczyn 2013    | Sin Da-woon                      | Kim Yun-jae                     | Charles Hamelin                          |
| Montreal 2014     | Wiktor Ahn                       | J.R. Celski                     | Charles Hamelin                          |
| Moskwa 2015       | Sjinkie Knegt                    | Park Se-yeong                   | Wu Dajing                                |
| Seul 2016         | Han Tianyu                       | Charles Hamelin                 | Shaolin Sándor Liu                       |
| Rotterdam 2017    | Seo Yi-ra                        | Sjinkie Knegt                   | Samuel Girard                            |
| Montreal 2018     | Charles Hamelin                  | Shaolin Sándor Liu              | Hwang Dae-heon                           |

### 500 m
| Rok              | Złoto                   | Srebro                  | Brąz                    |
| Jeonju 2001      | Li Jiajun               | Jonathan Guilmette      | Maurizio Carnino        |
| Montreal 2002    | Kim Dong-sung           | Fabio Carta             | Ron Biondo              |
| Warszawa 2003    | Li Jiajun               | Li Ye                   | Song Suk-woo            |
| Göteborg 2004    | Song Suk-woo            | Li Haonan               | Li Ye                   |
| Pekin 2005       | François-Louis Tremblay | Charles Hamelin         | Ahn Hyun-Soo            |
| Minneapolis 2006 | François-Louis Tremblay | Li Haonan               | Lee Ho-suk              |
| Mediolan 2007    | Charles Hamelin         | François-Louis Tremblay | Ahn Hyun-Soo            |
| Gangneung 2008   | Apolo Ohno              | Charles Hamelin         | Song Kyung-taek         |
| Wiedeń 2009      | Charles Hamelin         | Kwak Yoon-gy            | Olivier Jean            |
| Sofia 2010       | Liang Wenhao            | François Hamelin        | François-Louis Tremblay |
| Sheffield 2011   | Simon Cho               | Olivier Jean            | Liang Wenhao            |
| Szanghaj 2012    | Olivier Jean            | Charles Hamelin         | Kwak Yoon-Gy            |
| Debreczyn 2013   | Liang Wenhao            | Wiktor Ahn              | Freek van der Wart      |
| Montreal 2014    | Wu Dajing               | J.R. Celski             | Charles Hamelin         |
| Moskwa 2015      | Wu Dajing               | Shaolin Sándor Liu      | Han Tianyu              |
| Seul 2016        | Shaolin Sándor Liu      | Wu Dajing               | Shaoang Liu             |
| Rotterdam 2017   | Sjinkie Knegt           | Wu Dajing               | Seo Yi-ra               |
| Montreal 2018    | Hwang Dae-heon          | Ren Ziwei               | Siemion Jelistratow     |

### 1000 m
| Rok              | Złoto           | Srebro             | Brąz                  |
| Jeonju 2001      | Li Jiajun       | Apolo Ohno         | Min Ryoung            |
| Montreal 2002    | Kim Dong-sung   | Ahn Hyun-Soo       | Éric Bédard           |
| Warszawa 2003    | Li Jiajun       | Ahn Hyun-Soo       | Jean-François Monette |
| Göteborg 2004    | Ahn Hyun-Soo    | Li Jiajun          | Fabio Carta           |
| Pekin 2005       | Apolo Ohno      | Ahn Hyun-Soo       | Li Jiajun             |
| Minneapolis 2006 | Ahn Hyun-Soo    | Lee Ho-suk         | Charles Hamelin       |
| Mediolan 2007    | Ahn Hyun-soo    | Charles Hamelin    | Apolo Ohno            |
| Gangneung 2008   | Lee Ho-suk      | Apolo Ohno         | Song Kyung-taek       |
| Wiedeń 2009      | Lee Ho-suk      | Apolo Ohno         | J.R. Celski           |
| Sofia 2010       | Lee Ho-suk      | Kwak Yoon-gy       | J.R. Celski           |
| Sheffield 2011   | Noh Jin-kyu     | Charles Hamelin    | Liang Wenhao          |
| Szanghaj 2012    | Kwak Yoon-gy    | Noh Jin-kyu        | Charles Hamelin       |
| Debreczyn 2013   | Sin Da-woon     | Sjinkie Knegt      | Charles Hamelin       |
| Montreal 2014    | Viktor Ahn      | Sjinkie Knegt      | Park Se-yeong         |
| Moskwa 2015      | Park Se-yeong   | Charles Hamelin    | Shi Jingnan           |
| Seul 2016        | Charles Hamelin | Samuel Girard      | Wu Dajing             |
| Rotterdam 2017   | Seo Yi-ra       | Shaolin Sándor Liu | Charles Hamelin       |
| Montreal 2018    | Charles Hamelin | Lim Hyo-jun        | Sjinkie Knegt         |

### 1500 m
| Rok              | Złoto               | Srebro                  | Brąz                |
| Jeonju 2001      | Marc Gagnon         | Min Ryoung Satoru Terao |                     |
| Montreal 2002    | Kim Dong-sung       | Jonathan Guilmette      | Rusty Smith         |
| Warszawa 2003    | Ahn Hyun-soo        | Song Suk-woo            | Lee Seung-jae       |
| Göteborg 2004    | Ahn Hyun-soo        | Jonathan Guilmette      | Song Suk-woo        |
| Pekin 2005       | Ahn Hyun-soo        | François-Louis Tremblay | Lee Seung-hoon      |
| Minneapolis 2006 | Ahn Hyun-soo        | Lee Ho-suk              | Oh Se-jong          |
| Mediolan 2007    | Apolo Ohno          | Nicola Rodigari         | Ahn Hyun-soo        |
| Gangneung 2008   | Song Kyung-taek     | Lee Ho-suk              | Charles Leveille    |
| Wiedeń 2009      | Lee Ho-suk          | Kwak Yoon-gy            | J.R. Celski         |
| Sofia 2010       | Kwak Yoon-gy        | Sung Si-bak             | Lee Ho-suk          |
| Sheffield 2011   | Noh Jin-Kyu         | Charles Hamelin         | Jeff Simon          |
| Szanghaj 2012    | Noh Jin-kyu         | Kwak Yoon-gy            | Sin Da-woon         |
| Debreczyn 2013   | Sin Da-woon         | Kim Yun-jae             | Charles Hamelin     |
| Montreal 2014    | Charles Hamelin     | Han Tianyu              | Park Se-yeong       |
| Moskwa 2015      | Siemion Jelistratow | Sjinkie Knegt           | Charles Hamelin     |
| Seul 2016        | Han Tianyu          | Shaoang Liu             | Park Se-yeong       |
| Rotterdam 2017   | Sin Da-woon         | Samuel Girard           | Seo Yi-ra           |
| Montreal 2018    | Charles Hamelin     | Lim Hyo-jun             | Siemion Jelistratow |

### 3000 m
| Rok              | Złoto              | Srebro                  | Brąz                |
| Jeonju 2001      | Apolo Ohno         | Marc Gagnon             | Jonathan Guilmette  |
| Montreal 2002    | Kim Dong-sung      | Ahn Hyun-soo            | Fabio Carta         |
| Warszawa 2003    | Ahn Hyun-soo       | Apolo Ohno              | Song Suk-woo        |
| Göteborg 2004    | Ahn Hyun-soo       | Song Suk-woo            | Li Ye               |
| Pekin 2005       | Apolo Ohno         | Ahn Hyun-soo            | Lee Seung-hoon      |
| Minneapolis 2006 | Charles Hamelin    | François-Louis Tremblay | Oh Se-jong          |
| Mediolan 2007    | Song Kyung-taek    | Ahn Hyun-soo            | Apolo Ohno          |
| Gangneung 2008   | Lee Seung-hoon     | Charles Ryan LeVeille   | Apolo Ohno          |
| Wiedeń 2009      | J.R. Celski        | Lee Ho-suk              | Charles Hamelin     |
| Sofia 2010       | Lee Ho-suk         | Kwak Yoon-gy            | J.R. Celski         |
| Sheffield 2011   | Noh Jin-kyu        | Liang Wenhao            | Jeff Simon          |
| Szanghaj 2012    | Kwak Yoon-gy       | Noh Jin-kyu             | Sin Da-woon         |
| Debreczyn 2013   | Kim Yun-jae        | Sin Da-woon             | Charles Hamelin     |
| Montreal 2014    | J.R. Celski        | Shi Jingnan             | Wiktor Ahn          |
| Moskwa 2015      | Sjinkie Knegt      | Park Se-yeong           | Wu Dajing           |
| Seul 2016        | Han Tianyu         | Park Se-yeong           | Charles Hamelin     |
| Rotterdam 2017   | Sjinkie Knegt      | Seo Yi-ra               | Wiktor Ahn          |
| Montreal 2018    | Shaolin Sándor Liu | Xu Hongzhi              | Siemion Jelistratow |

### Sztafeta
| Rok                     | Złoto                                                                                                   | Srebro | Brąz                                                                                                |
| Champaign 1976 (3000 m) | Wielka Brytania · David Hampton · Philip Walker · Paul Daniels · Alex McGow                             | Stany Zjednoczone · Alan Rattray · Jacko Mortell · Bob Fenn · Pat Maxwell                                      | Belgia · Michel Piens · David Davids · Richard Lecomte · Jan Schellens                              |
| Champaign 1976 (5000 m) | Stany Zjednoczone · Alan Rattray · Jacko Mortell · Bob Fenn · Pat Maxwell                               | Wielka Brytania · David Hampton · Philip Walker · Paul Daniels · Alex McGow                                    | Belgia · Michel Piens · David Davids · Richard Lecomte · Jan Schellens                              |
| Grenoble 1977           | Wielka Brytania · Steven Pearce · Philip Walker · Geoffrey Stockdale · Harry Spragg · Roy Sanders       | Kanada · Gaétan Boucher · Jacques Thibault · Denis Gagnon · Michel Carrier                                     | Japonia · Hiroshi Toda · Mikihito Kashiwabara · Mikihito Konda · Toshikazu Fujitani                 |
| Solihull 1978           | Wielka Brytania · Alan Luke · Philip Walker · Harry Spragg · Malcolm Power · Brian Cartland             | Australia · James Lynch · Michael Richmond · Paul Williams · Michael Hearn · Denis Pennington                  | |
| Quebec 1979             | Kanada · Gaétan Boucher · Benoit Baril · Jean Pichett · Louis Baril · Louis Grenier                     | Australia · James Lynch · Michael Richmond · Rodney Bates · Michael Hearn · Shane Warren                       | Wielka Brytania · Alan Luke · Geoffrey Stockdale · Harry Spragg · Brian Cartland · Stuart Pass      |
| Mediolan 1980           | Kanada · Gaétan Boucher · Louis Baril · Benoit Baril · Louis Grenier                                    | Australia · Michael Richmond · Rodney Bates · Michael Hearn · Shane Warren · Ken Stewart                       | Japonia · Hiroshi Toda · Masaki Yasuda · Tatsuyoshi Ishihara · Kenichi Sugio · Toshiaki Yoshida     |
| Meudon 1981             | Kanada · Gaétan Boucher · Benoit Baril · Louis Baril · Guy Daignault                                    | Wielka Brytania · Steven Pearce · Stewart Horsepool · Gary Rudd · Stuart Pass · Michael White                  | Japonia · Hiroshi Toda · Tatsuyoshi Ishihara · Yasuhiko Homma · Kenichi Sugio · Masahide Tominaga   |
| Moncton 1982            | Kanada · Gaétan Boucher · Louis Grenier · Louis Baril · Guy Daignault · Michel Delisle                  | Holandia · Menno Boelsma · Tjerk Terpstra · Charles Veldhoven · Ger Boelsma · Joop Wolvers                     | Stany Zjednoczone · David Besteman · Patrick Moore · Martin Pierce · Paul Jacobs · Steve Merrifield |
| Tokio 1983              | Kanada · Benoit Lamarche · Guy Daignault · Louis Grenier · Michel Delisle                               | Australia · Danny Kah · Harry Spragg · Michael Richmond · George Fabian · Michael Hearn                        | Japonia · Hiroshi Toda · Tatsuyoshi Ishihara · Toshinobu Kawai · Yūichi Akasaka · Masaki Yasuda     |
| Peterborough 1984       | Kanada · Robert Dubreuil · Michel Daignault · Guy Daignault · Michel Delisle                            | Wielka Brytania · Gary Rudd · Wilfred O’Reilly · Stewart Horsepool · Stuart Pass · Robert Blair                | Holandia · Menno Boelsma · Jaco Mos · Charles Veldhoven · Ger Boelsma · Jeroen Otter                |
| Amsterdam 1985          | Japonia · Toshinobu Kawai · Tatsuyoshi Ishihara · Yūichi Akasaka · Kenichi Sugio                        | Kanada · Michel Daignault · Guy Daignault · Louis Grenier · Michel Delisle                                     | Wielka Brytania · Steven Humber · Wilfred O’Reilly · Gary Rudd · Stuart Pass · Peter Worth          |
| Chamonix 1986           | Holandia · Menno Boelsma · Peter van der Velde · Jaco Mos · Charles Veldhoven · Jeroen Otter            | Kanada · Robert Dubreuil · Louis Grenier · Michel Daignault · Guy Daignault · Michel Delisle                   | Japonia · Toshinobu Kawai · Yūichi Akasaka · Tatsuyoshi Ishihara · Yasuhiko Homma                   |
| Montreal 1987           | Holandia · Jaco Mos · Charles Veldhoven · Peter van der Velde · Jeroen Otter · Edwin Chaudron           | Włochy · Orazio Fagone · Enrico Peretti · Hugo Herrnhof · Luca Bolognesi · Roberto Peretti                     | Stany Zjednoczone · David Besteman · Brian Arseneau · Patrick Moore · Andrew Gabel                  |
| St. Louis 1988          | Włochy · Orazio Fagone · Hugo Herrnhof · Michele Rubino · Roberto Peretti · Enrico Peretti              | Holandia · Jaco Mos · Peter van der Velde · Charles Veldhoven · Richard Suyten · Jeroen Otter                  | Korea Południowa · Lee Joon-ho · Kim Ki-hoon · Mo Ji-soo · Kwon Young-chui                          |
| Solihull 1989           | Holandia · Jan Hoogeveen · Jeroen Otter · Jaco Mos · Richard Suyten · Charles Veldhoven                 | Kanada · Laurent Daignault · Michel Daignault · Robert Dubreuil · Mark Lackie · Sylvain Gagnon                 | Korea Południowa · Kim Ki-hoon · Kwon Young-chui · Lee Joon-ho · Mo Ji-soo · Chang Kwon-ok          |
| Amsterdam 1990          | Holandia · Jan Hoogeveen · Erik Duyvelshoff · Charles Veldhoven · Richard Suyten · Jeroen Otter         | Kanada · Laurent Daignault · Michel Daignault · Frédéric Blackburn · Sylvain Gagnon · Mark Lacki               | Belgia · Daniel Van Loock · Geert Blanchart · Stephan Huygen · Alain de Ruyter · Franky van Hoor    |
| Sydney 1991             | Australia · Johnny Kah · Steven Bradbury · Andrew Murtha · Richard Nizielski · Kieran Hansen            | Nowa Zelandia · Tom Smith · Andrew Nicholson · Matthew Biggs · Michael McMillen · Chris Nicholson              | Wielka Brytania · Nicky Gooch · Wilfred O’Reilly · Ian Ellis · Matthew Jasper · Stewart Horsepool   |
| Denver 1992             | Japonia · Toshinobu Kawai · Yūichi Akasaka · Tatsuyoshi Ishihara · Tsutomu Kawasaki · Jun Uematsu       | Wielka Brytania · Wilfred O’Reilly · Nicky Gooch · Matthew Jasper · Jamie Fearn                                | Francja · Claude Nicouleau · Marc Bella · Rémi Ingres · Arnaud Drouet                               |
| Pekin 1993              | Nowa Zelandia · Andrew Nicholson · Michael McMillen · Chris Nicholson · Matthew Biggs                   | Włochy · Orazio Fagone · Hugo Herrnhof · Mirko Vuillermin · Roberto Peretti                                    | Australia · Andrew Murtha · Kieran Hansen · Steven Bradbury · Johnny Kah                            |
| Guildford 1994          | Japonia · Hideto Imai · Yūichi Akasaka · Satoru Terao · Tatsuyoshi Ishihara                             | Australia · Steven Bradbury · Andrew Murtha · Richard Nizielski · Kieran Hansen                                | Kanada · Stephen Gough · Frédéric Blackburn · Denis Mouraux · Derrick Campbell · Marc Gagnon        |
| Gjøvik 1995             | Kanada · Frédéric Blackburn · Marc Gagnon · Bryce Holbech · Sylvain Gagnon                              | Włochy · Maurizio Carnino · Orazio Fagone · Mirko Vuillermin · Diego Cattani                                   | Japonia · Yūsuke Imai · Jun Uematsu · Satoru Terao · Hideto Imai                                    |
| Haga 1996               | Włochy · Orazio Fagone · Maurizio Carnino · Mirko Vuillermin · Michele Antonioli                        | Kanada · Frédéric Blackburn · Bryce Holbech · Derrick Campbell · Marc Gagnon · François Drolet                 | Korea Południowa · Lee Sang-yong · Chae Ji-hoon · Kim Dong-sung · Kim Sun-tae                       |
| Nagano 1997             | Korea Południowa · Kim Dong-sung · Lee Jun-hwan · Lee Ho-eung · Kim Sun-tae                             | Kanada · Jonathan Guilmette · Marc Gagnon · Derrick Campbell · Éric Bédard · François Drolet                   | Włochy · Orazio Fagone · Mirko Vuillermin · Nicola Franceschina · Fabio Carta · Michele Antoniol    |
| Wiedeń 1998             | Kanada · Derrick Campbell · Marc Gagnon · Mathieu Turcotte · François Drolet · Éric Bédard              | Korea Południowa · Kim Dong-sung · Chae Ji-hoon · Lee Ho-eung · Lee Jun-hwan · Kim Sun-tae                     | Chiny · Li Jiajun · Feng Kai · An Yulong · Yuan Ye                                                  |
| Sofia 1999              | Chiny · Li Jiajun · An Yulong · Feng Kai · Yuan Ye                                                      | Korea Południowa · Kim Dong-sung · Lee Seung-jae · Min ryoung · Baek Kuk-kun                                   | Kanada · François-Louis Tremblay · Andrew Quinn · Jeff Scholten · Éric Bédard · Derrick Campbell    |
| Sheffield 2000          | Chiny · Li Jiajun · Feng Kai · An Yulong · Yuan Ye                                                      | Japonia · Satoru Terao · Takafumi Nishitani · Takehiro Kodera · Yugo Shinohara                                 | Włochy · Nicola Franceschina · Fabio Carta · Michele Antonioli · Nicola Rodigari                    |
| Jeonju 2001             | Stany Zjednoczone · Apolo Ohno · Rusty Smith · Daniel Weinstein · Ron Biondo                            | Kanada · François-Louis Tremblay · Marc Gagnon · Mathieu Turcotte · Éric Bédard                                | Chiny · Li Ye · Li Jiajun · Feng Kai · An Yulong                                                    |
| Montreal 2002           | Korea Południowa · Kim Dong-sung · An Jung-hyun · Lee Seung-jae · Ahn Hyun-soo · Oh Se-jong             | Kanada · Jonathan Guilmette · François-Louis Tremblay · Mathieu Turcotte · Éric Bédard · Jean-Francois Monette | Chiny · Li Ye · Li Haonan · Li Jiajun · Guo Wei · Liu Yingbao                                       |
| Warszawa 2003           | Korea Południowa · Yeo Jun-hyung · Ahn Hyun-soo · Oh Se-jong · Lee Seung-jae                            | Kanada · Mathieu Turcotte · Jean-Francois Monette · Jonathan Guilmette · Éric Bédard                           | Chiny · Sui Baoku · Li Jiajun · Li Haonan · Li Ye                                                   |
| Göteborg 2004           | Korea Południowa · Ahn Hyun-soo · Song Suk-woo · Cho Nam-kyu · Kim Hyun-kon                             | Chiny · Sui Baoku · Li Jiajun · Li Haonan · Li Ye                                                              | Włochy · Roberto Serra · Nicola Franceschina · Nicola Rodigari · Fabio Carta                        |
| Pekin 2005              | Kanada · Charles Hamelin · François-Louis Tremblay · Mathieu Turcotte · Steve Robillard                 | Korea Południowa · Seo Ho-jin · Song Kyung-taek · Ahn Hyun-soo · Lee Seung-hoon                                | Stany Zjednoczone · Apolo Ohno · Shani Davis · Jordan Malone · Alex Izykowski                       |
| Minneapolis 2006        | Kanada · François-Louis Tremblay · Charles Hamelin · Mathieu Turcotte · Jonathan Guilmette              | Chiny · Li Ye · Li Haonan · Sui Baoku · Cui Liang                                                              | Stany Zjednoczone · Alex Izykowski · Anthony Lobello · J.P. Kepka · Jordan Malone                   |
| Mediolan 2007           | Korea Południowa · Sung Si-bak · Song Kyung-taek · Kim Hyun-kon · Ahn Hyun-soo                          | Kanada · Charles Hamelin · Olivier Jean · François-Louis Tremblay · Jean-François Monette                      | Stany Zjednoczone · Apolo Ohno · Jordan Malone · Travis Jayner · Ryan Bedford                       |
| Gangneung 2008          | Korea Południowa · Sung Si-bak · Lee Seung-hoon · Lee Ho-suk · Song Kyung-taek · Kwak Yoon-gy           | Kanada · Charles Hamelin · François Hamelin · Marc-Andre Monette · Steve Robilliard · Jean-François Monette    | Wielka Brytania · Jon Eley · Tom Iveson · Paul Stanley · Paul Worth                                 |
| Wiedeń 2009             | Stany Zjednoczone · Apolo Ohno · Jordan Malone · Ryan Bedford · J.R. Celski                             | Chiny · Sui Baoku · Han Jialiang · Liu Xianwei · Song Weilong                                                  | Japonia · Takahiro Fujimoto · Fumihiko Kakubariu · Satoshi Sakashita · Yuzo Takamido                |
| Sofia 2010              | Korea Południowa · Kwak Yoon-gy · Lee Ho-suk · Lee Jung-su · Kim Seoung-il                              | Stany Zjednoczone · Jordan Malone · Travis Jayner · Simon Cho · J.R. Celski                                    | Niemcy · Robert Seifert · Tyson Heung · Sebastian Praus · Paul Herrmann                             |
| Sheffield 2011          | Kanada · Michael Gilday · Charles Hamelin · François Hamelin · Olivier Jean                             | Niemcy · Robert Becker · Torsten Kröger · Robert Seifert · Christoph Millz · Paul Herrmann                     | Stany Zjednoczone · Simon Cho · Travis Jayner · Kyle Carr · Anthony Lobello · Jeff Simon            |
| Szanghaj 2012           | Kanada · Charles Hamelin · Guillaume Bastille · François-Louis Tremblay · Olivier Jean · Liam McFarlane | Holandia · Niels Kerstholt · Daan Breeuwsma · Freek van der Wart · Sjinkie Knegt                               | Korea Południowa · Kwak Yoon-gy · Lee Ho-suk · Noh Jin-kyu · Sin Da-woon                            |
| Debreczyn 2013          | Kanada · Charle Cournoyer · Michael Gilday · Charles Hamelin · Olivier Jean                             | Rosja · Wiktor Ahn · Wiaczesław Kurginian · Siemion Jelistratow · Władimir Grigorjew                           | Holandia · Daan Breeuwsma · Niels Kerstholt · Sjinkie Knegt · Freek van der Wart                    |
| Montreal 2014           | Holandia · Daan Breeuwsma · Niels Kerstholt · Sjinkie Knegt · Freek van der Wart                        | Korea Południowa · Kim Yun-jae · Lee Han-bin · Park Se-yeong · Sin Da-woon                                     | Wielka Brytania · Jon Eley · Richard Shoebridge · Paul Stanley · Jack Whelbourne                    |
| Moskwa 2015             | Chiny · Wu Dajing · Chen Dequan · Xu Hongzhi · Han Tianyu                                               | Węgry · Viktor Knoch · Csaba Burján · Shaolin Sándor Liu · Shaoang Liu                                         | Holandia · Daan Breeuwsma · Mark Prinsen · Sjinkie Knegt · Freek van der Wart                       |
| Seul 2016               | Chiny · Shi Jingnan · Wu Dajing · Han Tianyu · Xu Hongzhi                                               | Kanada · Charle Cournoyer · Alexander Fathoullin · Samuel Girard · Charles Hamelin                             | Korea Południowa · Kwak Yoon-Gy · Seo Yi-ra · Park Ji-won · Park Se-yeong                           |
| Rotterdam 2017          | Holandia · Daan Breeuwsma · Sjinkie Knegt · Itzhak de Laat · Dennis Visser                              | Chiny · Wu Dajing · Xu Hongzhi · Han Tianyu · Ren Ziwei                                                        | Węgry · Viktor Knoch · Csaba Burján · Shaolin Sándor Liu · Shaoang Liu                              |
| Montreal 2018           | Korea Południowa · Hwang Dae-heon · Kim Do-kyoum · Kwak Yoon-gy · Lim Hyo-jun · Seo Yi-ra               | Kanada · Charle Cournoyer · Pascal Dion · Samuel Girard · Charles Hamelin                                      | Holandia · Daan Breeuwsma · Itzhak de Laat · Sjinkie Knegt · Mark Prinsen · Adwin Snellink          |